# Erick Melgar
Milton Erick Melgar Cuéllar (Santa Cruz de la Sierra; 20 de noviembre de 1985) es un exfutbolista boliviano.  Se desempeñaba como centrocampista y su último equipo fue Real Potosí de la Primera División de Bolivia.

## Trayectoria
Melgar comenzó en la segunda división del Club Deportivo Cooper. En 2005, hizo su debut en primera división con Aurora. En esa temporada, jugó en 7 partidos anotando un gol. Al año siguiente se trasladó a su ciudad natal para jugar en el club Oriente Petrolero, pero sus apariciones durante este período fueron limitadas, puesto que pasó la mayor parte del tiempo en el banquillo. En 2007, viajó al extranjero para jugar en Venezuela en el club, Carabobo Fútbol Club, pero poco después regresó a Oriente Petrolero, donde permaneció durante el resto de ese año. Posteriormente, Bolívar lo fichó para la temporada 2008, pero las escasas posibilidades que se le dio a sí mismo expuesto en el campo de disuadirlo de su continuidad en el club. En 2009, regresó a Venezuela y se unió al Deportivo Anzoátegui. En 2010 regresa a Bolivia para enrolarse al club Universitario de Sucre
Milton Erick es el hijo mayor del legendario mediocampista boliviano José Milton Melgar, quien jugó para el equipo nacional de Bolivia en la Copa Mundial FIFA 1994.

## Clubes
| Club                   | País      | Año         |
| ---------------------- | --------- | ----------- |
| Aurora                 | Bolivia   | 2005        |
| Oriente Petrolero      | Bolivia   | 2006        |
| Carabobo               | Venezuela | 2007        |
| Oriente Petrolero      | Bolivia   | 2007        |
| Bolívar                | Bolivia   | 2008        |
| Deportivo Anzoátegui   | Venezuela | 2009 - 2010 |
| Universitario de Sucre | Bolivia   | 2011        |
| Real Potosí            | Bolivia   | 2012        |
| Rio Branco             | Brasil    | 2013        |